# Mâu Tử
Mâu Tử (chữ Hán: 牟子) tên thật là Mâu Bác (牟博), sinh vào khoảng những năm 165-170, và mất năm nào không rõ. Theo nhiều nhà nghiên cứu, thì ông là một trong số ít người đầu tiên ở nước ngoài đến Giao Châu (vùng đất miền Bắc Việt Nam ngày nay ) tu học và khai truyền đạo Phật tại đây vào cuối thế kỷ 2 đến đầu thế kỷ 3. Cũng có tài liệu ghi: Mâu Tử tên Dung, tự Tử Bác, nên có nơi gọi là Mâu Bác, người Việt, có thời gian sống ở Thương Ngô, niên đại khoảng 198-230

## Tiểu sử
Mâu Tử sống ở quận Thương Ngô (Ngô Châu ngày nay), bên dòng Tây Giang, nay thuộc Quảng Tây, Trung Quốc.
Lúc trẻ, ông đã nổi danh là người học rộng, đọc nhiều, giỏi biện bác và có đầu óc phê phán....Trong bài Tựa ở sách Lý Hoặc Luận (đều do ông viết) có đoạn (dịch từ chữ Hán): 
Mâu Tử tôi đối với kinh truyện và chư gia, sách lớn sách nhỏ không sách nào không mê. Tuy không thích binh pháp, nhưng cũng đọc sách binh pháp. Tuy đọc sách thần tiên bất tử nhưng không tin thần tiên bất tử, (bởi) đó là chuyện hư đản .
Và cũng nhờ bài Tựa này mà người ta biết được đôi điều về ông:
- Sau khi vua Hán Linh Đế qua đời năm 189, cả nước Trung Quốc lâm vào cảnh loạn lạc (nạn Tam Quốc), chỉ có Giao Châu do Thái thú Sĩ Nhiếp cầm quyền là được yên. Cho nên lúc bấy giờ số người chạy loạn từ phương Bắc xuống đó khá đông, trong số này có mẹ con Mâu Tử (khoảng năm 194).
- Mâu Tử được mời làm quan hai lần, nhưng ông đều chối từ. Trích bài Tựa:

Thái thú (Sĩ Nhiếp) nghe có chút học thức, tới mời nhận một chức vụ. Hồi đó tuổi vừa lớn, lòng chuyên về việc học, lại thấy đời loạn lạc không có ý muốn ra làm quan, cho nên tôi từ chối không đến...
Ở một đoạn khác, Mâu Tử lại viết: 
Thái thú (Sĩ Nhiếp) thấy tôi học biết nhiều, muốn nhờ đi Kinh Châu. Mâu Tử cho rằng quyền tước vinh hoa thì dễ từ, nhưng sứ mạng thì khó từ chối, cho nên đã chuẩn bị để đi. Gặp lúc đó vị châu mục  cảm tài học, thấy chưa có chức phận liền muốn giao cho một quan chức, nhưng tôi muốn cáo bệnh không đi, (bất ngờ) người em của châu mục là thái thú Dự Chương  bị viên tướng tải lương là Trách Dung sát hại...Châu mục liền mời Mâu Tử tới nhờ đi Linh Lăng và Quế Dương... Mâu tử nói: "Lâu nay ăn cơm của các châu quận, ngày tri ngộ đã dài, nay gặp việc cần, kẻ liệt sĩ phải quên thân mình để lo phụng sự". Liền chuẩn bị lên đường. Nhưng lúc ấy mẹ mất, không thể đi được. Sau suy nghĩ chín chắn cho rằng vì tài biện đối mà người ta giao cho sứ mạng, thực ra trong thời buổi nhiễu nhương này, không phải lúc nên lộ diện...
- Mâu Tử vốn là người thông hiểu Đạo Lão và Đạo Nho, nhưng sau di cư đến Luy Lâu (thủ phủ của Giao Châu), ông đã gặp Đạo Phật ở đây. Sau khi mẹ mất, theo bài Tựa, thì ông bèn mài chí theo Đạo Phật, cùng nghiên cứu Lão Tử, lấy huyền diệu làm rượu ngon, lấy Ngũ kinh (của Nho giáo) làm đàn sáo...Người thế tục đa số không biết, cho rằng Mâu Tử đã phản Ngũ kinh mà theo dị đạo... Thực ra nếu mở miệng ra tranh luận với họ thì cũng là phi đạo, mà im lặng thì ra như bất lực, bèn dùng bút mực, lược dẫn lời thánh hiền mà chứng giải điều mình nghĩ. Do đó gọi là "Mâu Tử Lý Hoặc Luận" (gọi tắt là Lý Hoặc Luận)

Theo bài Tựa của Mâu Tử, năm 26 tuổi, ông trở về quê nhà (Thương Ngô) cưới vợ. Sau đó, theo GS. Nguyễn Lang, ông vẫn tiếp tục việc học Phật và mất năm nào không rõ.

## Tác phẩm
Trước tác nổi tiếng của Mâu Tử là cuốn Lý Hoặc Luận, viết bằng chữ Hán, ra đời vào cuối thế kỷ 2  nhưng năm nào thì chưa rõ. Sách gồm 37 câu hỏi đáp giữa tác giả và những người theo Đạo Nho (chủ yếu) và Đạo Lão (số câu ít hơn, chỉ từ câu 29 trở đi).
Theo một số nhà nghiên cứu, thì với cuốn này, có thể nói Mâu Tử là người Trung Quốc đầu tiên có trước tác về Phật giáo bằng chữ Hán .

## Ngộ nhận và nghi vấn
Cũng theo GS. Nguyễn Tài Thư thì sách Tùy chí đã chép sai khi cho rằng Mâu Tử là Thái úy Mâu Dung, tự Tử Du, sống dưới thời Hán Chương Đế (trị vì từ năm 75 đến 88); bởi Mâu Tử sống dưới thời Hán Linh Đế (trị vì từ năm 168 đến 189).
Sách Tùy chí và sách Hoàng Minh tập cũng chép sai khi cho rằng Mâu Tử chịu nhận chức quan, bởi bài Tựa do chính tay ông viết đã nói rõ điều này .
Theo GS. Nguyễn Lang, cái tên Mâu Tử hay Mâu Bác có thể là một pháp danh, bởi Mâu có thể là lấy từ Mâu Ni. Ðoạn kết của "Lý hoặc luận" cho ta cảm tưởng lúc này Mâu Tử đã là một Sa-môn (tức là người đã xuất gia), bởi người đối thoại với ông sau khi được thuyết phục, đã lạy ông và "xin thọ ngũ giới làm "ưu bà tắc".

## Sách tham khảo chính
- Nguyễn Lang (tức Thiền sư Thích Nhất Hạnh), Việt Nam Phật giáo sử luận (Tập 1). Nhà xuất bản Văn học, Hà Nội, 1992.
- Thích Minh Tuệ, Lịch sử Phật giáo Việt Nam. Thành hội Phật giáo Thành phố Hồ Chí Minh xuất bản, 1993.
- Trần Văn Giáp, "Phật giáo Việt Nam từ khởi nguyên đến thế kỷ 13" in trong Nhà sử học Trần Văn Giáp. Nhà xuất bản Khoa học Xã hội, Hà Nội, 1996.
- Nguyễn Tài Thư (chủ biên), Lịch sử Phật giáo Việt Nam. Nhà xuất bản Khoa học Xã hội, Hà Nội, 1991.
- Nguyễn Đăng Thục, Lịch sử tư tưởng Việt Nam (Tập 3). Nhà xuất bản Thành phố Hồ Chí Minh, 1992.